# Buléon
Buléon (in bretone: Buelion) è un comune francese di 479 abitanti situato nel dipartimento del Morbihan nella regione della Bretagna.

## Società

### Evoluzione demografica
Abitanti censiti